# Kanton Quarré-les-Tombes
Kanton Quarré-les-Tombes (fr. Canton de Quarré-les-Tombes) byl francouzský kanton v departementu Yonne v regionu Burgundsko. Skládal se ze sedmi obcí. Zrušen byl po reformě kantonů 2014.

## Obce kantonu
- Beauvilliers
- Bussières
- Chastellux-sur-Cure
- Quarré-les-Tombes
- Saint-Brancher
- Saint-Germain-des-Champs
- Saint-Léger-Vauban